# Dalbylandet
Dalbylandet är en bebyggelse vid sydvästra stranden av Sommen i Torpa socken i Ydre kommun. SCB avgränsar här en småort sedan 2023.